# Старопетровский проезд
Старопетро́вский прое́зд — проезд, расположенный в Северном административном округе города Москвы на территории Войковского района.

## История
Проезд получил название в 1931 году по направлению к бывшему селу Петровское. В 1939 году в состав Старопетровского проезда был включён 1-й Старопетровский проезд, получивший своё название в 1935 году. 8 сентября 1950 года бывший 1-й Старопетровский проезд в связи с изменением застройки был выделен из Старопетровского проезда в новую улицу, получившую название Новопетровская улица.

## Расположение
Старопетровский проезд проходит от Ленинградского шоссе на северо-восток, поворачивает под прямым углом на северо-запад (по прежней трассе проезда на северо-восток отходит 4-й Новоподмосковный переулок), затем снова поворачивает на северо-восток, далее опять поворачивает под прямым углом на северо-запад (по прежней трассе проезда на северо-восток отходит 6-й Новоподмосковный переулок), далее снова поворачивает на северо-восток и проходит до улицы Клары Цеткин. Между Старопетровским проездом, 4-м Новоподмосковным переулком, улицей Зои и Александра Космодемьянских и Ленинградским шоссе расположен парк имени В. В. Воровского, в северо-западной части парка расположена прилегающая к Старопетровскому проезду площадь Ганецкого. Нумерация домов начинается от Ленинградского шоссе.

## Примечательные здания и сооружения
По нечётной стороне:
По чётной стороне: Городская онкологическая больница №62

## Транспорт

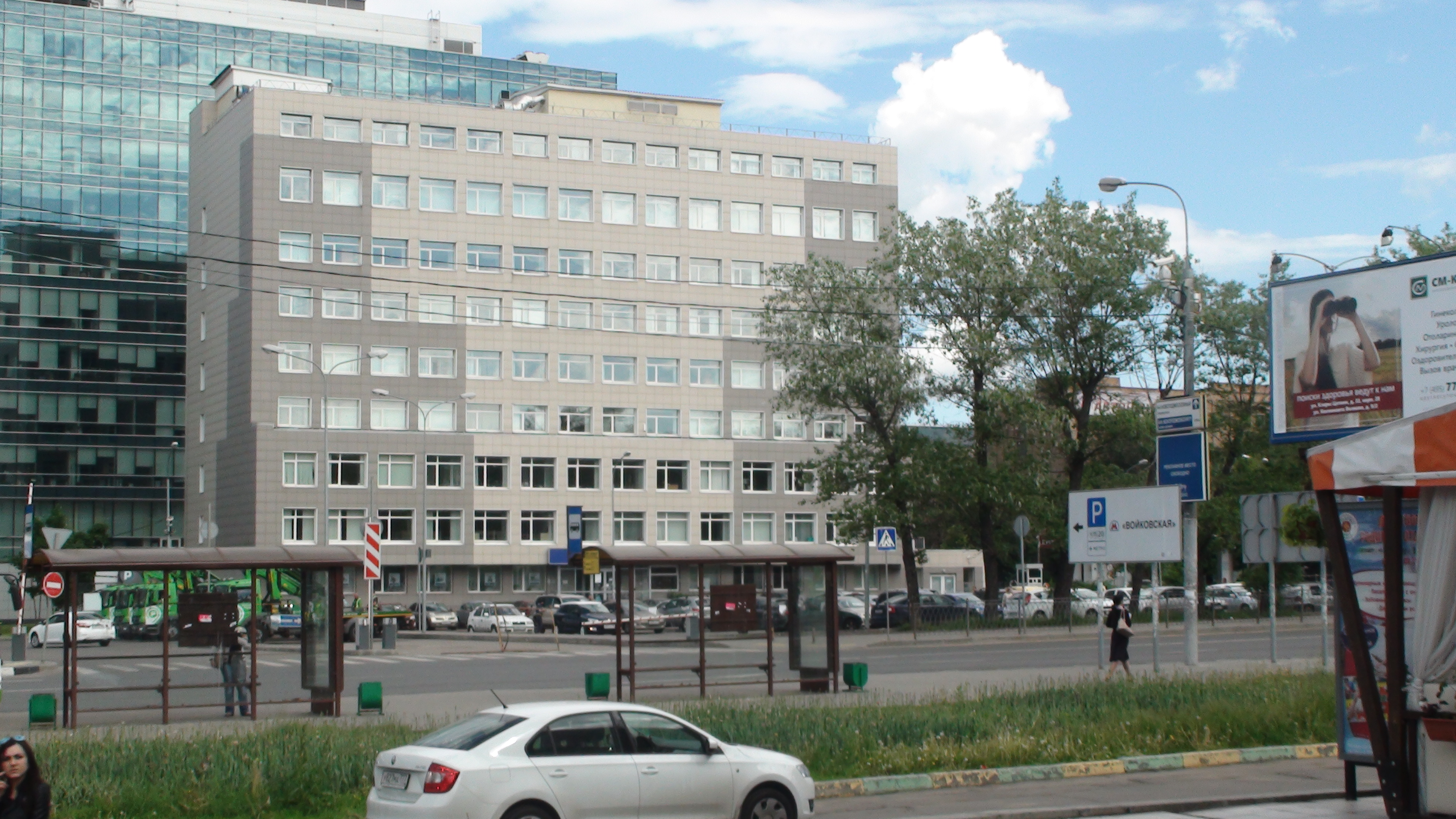
Старопетровский проезд

### Автобус
- 90: от Ленинградского шоссе до улицы Клары Цеткин и от улицы Клары Цеткин до 4-го Новоподмосковного переулка
- 114: от Ленинградского шоссе до улицы Клары Цеткин и от улицы Клары Цеткин до 4-го Новоподмосковного переулка
- 621: от Кронштадтского бульвара (от ТЦ "Водный Пассаж") до улицы Флотская, затем до улицы Онежская до улицы Михалковского, затем по Нарвской и до Старопетровскому проезду до Ленинградского шоссе

### Метро
- Станция метро «Войковская» Замоскворецкой линии — у юго-западного конца проезда, на Ленинградском шоссе
- Станция  Балтийская — у торгового центра "Метрополис".

### Железнодорожный транспорт
- Станция Братцево Малого кольца Московской железной дороги — севернее проезда, на проектируемом проезде № 995 (движения пассажирских поездов нет)
- Платформа Красный Балтиец Рижского направления Московской железной дороги — юго-восточнее проезда, на улице Космонавта Волкова
- Платформа Стрешнево Рижского направления Московской железной дороги — юго-западнее проезда, на пересечении Ленинградского шоссе и 1-го Войковского проезда